# 杜哈喜來登度假會議大酒店
杜哈喜來登度假會議大酒店是一間位於卡塔爾多哈西灣地區，由喜來登酒店集團經營的五星級豪華酒店。位於港口區西北約兩英里處，該酒店佔地約10,000平方公尺。建造成本約為1億美元，雖然由一家美國公司建造，但得到了卡塔爾政府的補貼金而興建，能夠俯瞰波斯灣的景觀。
喜來登度假會議大酒店成立於1979年，以其獨特的金字塔結構而聞名，該酒店也是阿拉伯國家組織會議設施的一部分。酒店本身在多具有非常重要的會議中心功能，並定期舉辦包括國際科學研討會和會議在內的活動。第一屆阿拉伯外籍科學家會議QFIRST曾於2007年在該酒店舉行，世界貿易組織會議也在此舉行。該酒店擁有一間可容納1000多人的禮堂。
目前，該酒店擁有371間客房、9間餐廳、26間會議室。2020年，它作為談判美軍撤出阿富汗的《多哈和平會議》的主辦地點。

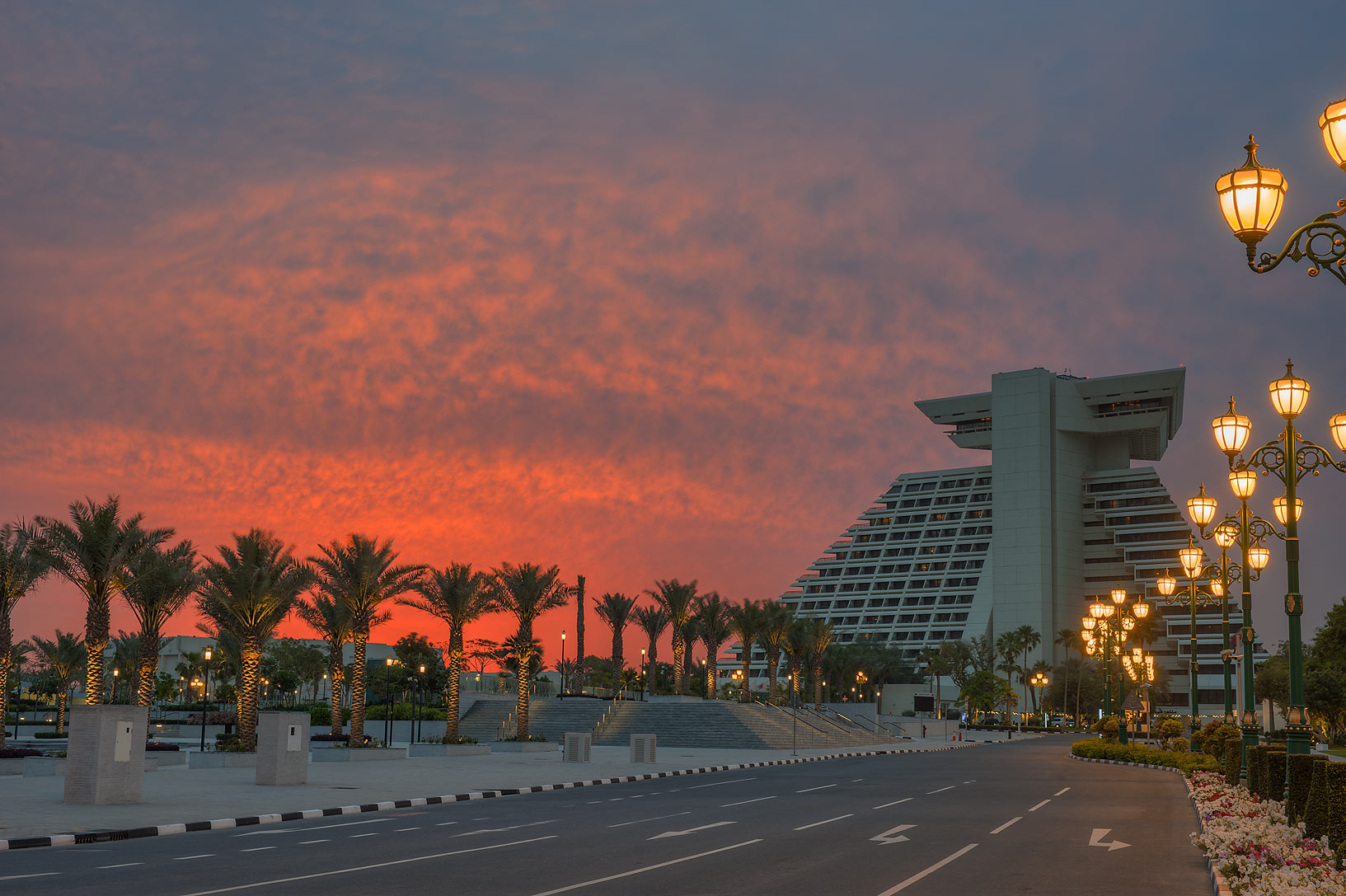
酒店入口
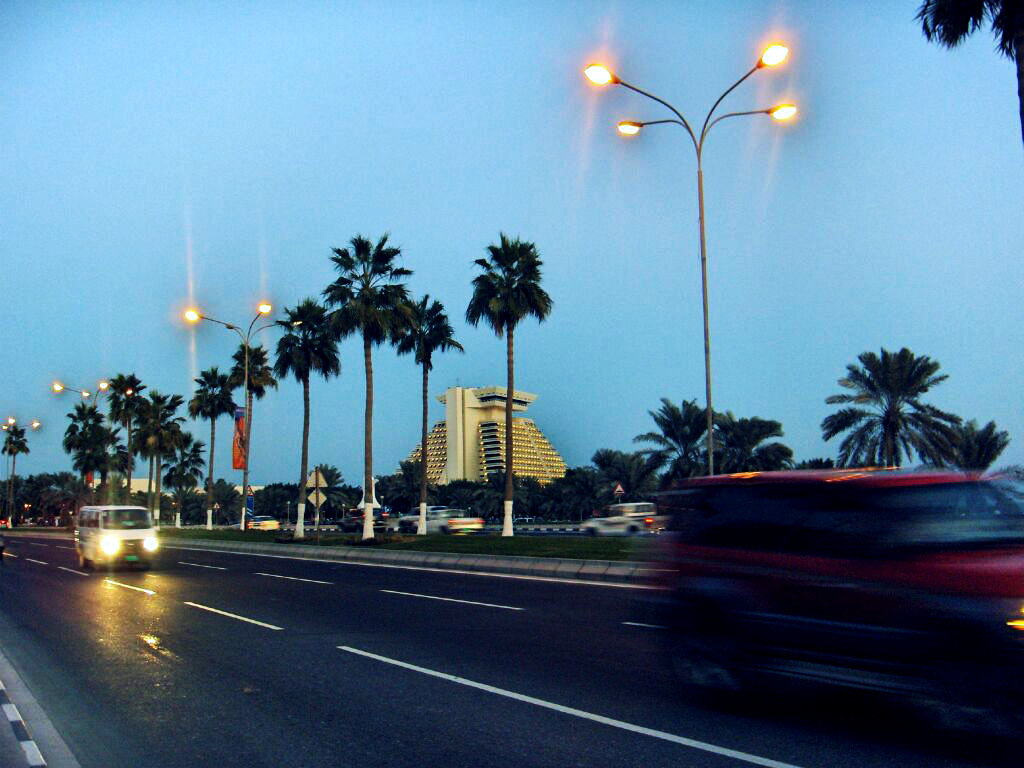
酒店景觀

## 外部連結
- Official site （页面存档备份，存于）